# Marie Kršková
Marie Kršková (* 1984) je česká projektová manažerka a lokální politička, od roku 2018 starostka obce Orlické Podhůří. Je dcerou místopředsedy vlády České republiky v letech 1992–1998 Josefa Luxe.

## Život
Vyrůstala na malé vsi v okrese Ústí nad Orlicí. Po maturitě na gymnáziu vystudovala mezinárodní vztahy na Fakultě sociálních studií Masarykovy univerzity a hospodářskou politiku na Ekonomicko-správní fakultě téže univerzity. S manželem Martinem se přistěhovali do obce Orlické Podhůří, kde žijí v části Rviště. Mají tři děti.

## Politické působení
V roce 2014 poprvé kandidovala do zastupitelstva obce Orlické Podhůří jako nezávislá na kandidátce KDU-ČSL a stala se zastupitelkou. Po volbách 2018, kdy všichni v obci kandidovali jako nezávislí kandidáti na samostatných kandidátkách, se stala starostkou obce. Znovu zvolena byla i po volbách 2022. V krajských volbách 2024 kandidovala jako nezávislá na kandidátce Koalice pro Pardubický kraj tvořené členy KDU-ČSL, SNK ED a nestraníky na 26. místě kandidátky a nebyla zvolena.
Ve sněmovních volbách v roce 2025 kandiduje z 5. místa kandidátní listiny koalice SPOLU v Pardubickém kraji.